# Galaxias pedderensis
Galaxias pedderensis – endemiczny gatunek ryby słodkowodnej z rodziny galaksowatych (Galaxiidae). Pierwotnie ryby z tego gatunku zamieszkiwały jezioro Pedder w południowo-zachodniej części Tasmanii (wyspy położonej na południe od Australii). Od 1996 roku uznawany przez IUCN za krytycznie zagrożony, wówczas również po raz ostatni zaobserwowany w naturalnym środowisku. W celu ratowania Galaxias pedderensis został on sztucznie wprowadzony do jeziora Oberon w łańcuchu górskim Arthur Range.
Rodzina ryb galaksowatych jest najbardziej zróżnicowaną rodziną słodkowodnych ryb żyjących na Tasmanii. Spośród 15 gatunków występujących na Tasmanii aż 10 zalicza się do rodzaju Galaxias, cztery do Paragalaxias, jeden zaś do rodzaju Galaxiella. Ponadto dziesięć gatunków ryb jest endemitami. Australijska Agencja ds. Ochrony Przyrody (ang. Australian Nature Conservation Agency) spośród sześciu endemicznych gatunków ryb z rodzaju Galaxias aż czterem nadała status zagrożonego lub krytycznie zagrożonego. Galaxias pedderensis uważa się obecnie za gatunek najbardziej zagrożony wymarciem.

## Morfologia
Galaxias pedderensis jest średniej wielkości rybą, przeciętnie dorastającą do długości od 7,5 do 12 cm. Największe odnotowane osobniki osiągały długość 15,6 cm, a wyjątkowo nawet 17 cm. Ciało ryby jest smukłe i wydłużone. Wśród przedstawicieli tego gatunku występuje dymorfizm płciowy: samice są większe od samców. Najmniejsza odnotowana samica miała długość 6,1 cm, natomiast samiec – 5,3 cm, zaś średnia długość dla samic wynosi 9,5 cm, a dla samców – 7,6 cm.
Ubarwienie łusek w górnej części ciała oraz na bokach jest szarobrązowe z nieregularnymi czarnymi plamami wzdłuż ciała. Często występuje złota opalizacja, którą można dostrzec z tyłu oraz boków ciała. Brzuch zabarwiony na kolor kremowy lub srebrzysty. Bardzo podobnym gatunkiem jest Galaxias brevipinnis, który różni się szeroką głową z wydłużoną żuchwą oraz dużymi, zaokrąglonymi płetwami piersiowymi. G. pedderensis ma bardziej zaokrąglona głowę ze szczęką i żuchwą jednakowej długości oraz stosunkowo małe płetwy piersiowe.

## Występowanie

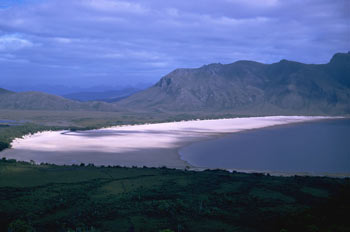
Jezioro Pedder w 1970 roku

Gatunek po raz pierwszy został opisany w drugiej połowie lat 60. XX wieku przez Rogera S. Frankenberga. W tym czasie G. pedderensis opisywany był jako liczna ryba w wodach jezior Maria i Pedder, w strumieniach łączących oba te zbiorniki wodne, w dopływie rzeki Serpentine oraz jako mniej liczna na zabagnionych obszarach otaczających ówczesne jezioro Pedder. Obszar ten był również zamieszkiwany przez inny gatunek z tego samego rodzaju – G. parvus. W wyniku tworzenia systemu wytwarzania energii elektrycznej na rzece Gordon przez rządowe przedsiębiorstwo Hydro Tasmania w roku 1972 naturalne jezior Pedder zostało zwarte przez zespół trzech tam, w celu przekształcenia go w zbiornik retencyjny. Następnie wraz z powiększaniem się powierzchni zbiornika gatunek zwiększał swój zasięg, wkraczając do rzeki Wedge River, jeziora Gordon i kanału McPartlans. W roku 1981 z przeprowadzonych badań wynikało, że populacja ryb nadal pozostaje liczna. W połowie lat 80. XX wieku liczba osobników G. pedderensis znacząco się zmniejszyła. Badania przeprowadzone przez Komisję ds. Rybołówstwa Śródlądowego (ang. Inland Fisheries Service, w skrócie IFS) pod koniec lat 80. wykazały, że populacja ryb jest bardzo nieliczna. W latach 1988–1991 odnaleziono gatunek tylko w pięciu strumieniach wpadających do jeziora Pedder (poszukiwania prowadzono na 117 stanowiskach): „Potok Bonnet Bay nr 1", „Potok Bonnet Bay nr 2", „Potok Pebbly”, „Potok Swampy” i „Strumień Stillwater”. Wszędzie, poza stanowiskami na potoku Bonnet Bay, stwierdzono jedynie pojedyncze okazy, a tylko w tym jednym miejscu złapano ich 10. Na początku lat 90. XX wieku gatunek występował już tylko w dwóch dopływach jeziora Pedder. W roku 1992 całą populację ryb w akwenie Pedder szacowano na liczbę mniejszą niż 200 osobników. W latach 1994–1997 odnotowano raptem pięć osobników z gatunku G. pedderensis, a ostatni przedstawiciel został stwierdzony w roku 1996. Kolejne poszukiwania G. pedderensis były prowadzone przez IFS w latach 1998–2002, jednak ryba ta nie została już odnaleziona w stanie dzikim.
Ustawa Threatened Species Protection Act z 1995 roku nadała gatunkowi status zagrożonego wymarciem, a ustawa Environment Protection and Biodiversity Conservation Act z 1999 roku – wymarłego na wolności.

### Przyczyny wymierania
Przyczyną wymierania ryb z gatunku G. pedderensis są zmiany zachodzące w ich środowisku naturalnym. Mimo początkowo dość licznej populacji do roku 1972, kiedy to został utworzony zbiornik retencyjny, liczebność populacji w połowie lat 80. XX wieku się załamała. Stworzenie sztucznego zbiornika przyczyniło się do podnoszenia poziomu wody i tym samym do utraty siedlisk naturalnych. Ponadto do jeziora Pedder został wprowadzony w celach wędkarskich pstrąg potokowy, który polował m.in. na osobniki G. pedderensis. Wraz z powiększaniem się powierzchni akwenu pojawił się nowy gatunek z rodzaju Galaxias, G. brevipinnis, który szybko zajmował nowe siedlisko i wyparł spokrewnioną rybę.

### Zachowana populacja
W XXI wieku gatunek utrzymuje się tylko dzięki aktywnej ochronie. W latach 1991–1997 łącznie 34 osobniki zostały sztucznie wprowadzone do jeziora Oberon, położonego ok. 12 km na południowy wschód od jeziora Pedder, w zachodniej części pasma górskiego Arthur Range. W roku 1997 po raz pierwszy na nowym stanowisku zaobserwowane zostały młode ryby. Populacja z jeziora Oberon, mimo bliskiego położenia geograficznego z pierwotnym miejscem występowania, zlokalizowana jest w innym dorzeczu. Nie ma żadnych dowodów, które wskazywałyby, że G. pedderensis występowała wcześniej w tym regionie. Druga populacja została utworzona w zbiorniku wodnym Strathgordon, gdzie przeniesiono niewielką liczbę osobników z jeziora Oberon. W roku 2004 stwierdzono, że program rozrodczy ryb w zbiorniku Strathgordon nie przyniósł sukcesu. Populacja w jeziorze Oberon w 2008 roku liczyła około 500 osobników.
Próby hodowli w niewoli oraz sztuczne zapładnianie, które przeprowadzano w latach 1991–1992, przyniosły słabe rezultaty. Wyhodowano jedynie 11 młodych ryb, które zasiliły populację z jeziora Oberon.

## Ekologia

### Siedlisko
Pierwotnie G. pedderensis zamieszkiwał płytkie, piaszczyste jezioro Pedder o głębokości ok. 3 m oraz otaczające torfowiska i wpadające do niego strumienie. Większość cieków zasilających jezioro charakteryzowało się małym spadkiem i silnie meandrowało (np. Serpentine River). W okolicznych bagnach woda była zabarwiona na kolor ciemnobrązowy z powodu zawartości kwasów humusowych. Woda ta cechowała się niskim pH i małą mętnością. Z przeprowadzonych obserwacji wynikało, że jezioro zamieszkiwały głównie młode osobniki, a w rzekach i strumieniach żyły dorosłe.
Zwarcie akwenu przez zespół trzech zapór wodnych doprowadziło do podniesienia się poziomu wody i zalania okolicznych bagien, strumieni i górnego odcinka Serpentine River. Głębokość jeziora wzrosła do około 20 m. Górne, strome odcinki strumieni były jedynymi obszarami nieprzekształconymi w wyniku zalania jeziora Pedder.
Pod koniec lat 70. XX wieku, przed załamaniem się liczebności populacji, gatunek licznie występował w zbiorniku retencyjnym. W pobliżu brzegu znajdowały się szkółki dla młodych osobników, a dorosłe sztuki obserwowano w strumieniach wpadających do jeziora. Ostatni zasięg występowania ryb znajdował się w dolnych biegach strumieni, gdzie woda wolno płynęła w meandrujących potokach. Przeważnie dno było piaszczyste, a brzegi porośnięte gęstą roślinnością.
Obecnie siedlisko G. pedderensis stanowi jezioro Oberon o głębokości do 95 m, położone na wysokości 850 m n.p.m. Większa części linii brzegowej jest skalista i stroma, z wyjątkiem dwóch małych piaszczystych plaż położonych w północno-zachodniej części akwenu. Przez jedną z plaż przepływa meandrujący potok. Ryby zostały przeniesione do jeziora Oberon z powodu braku występowania w nim innych gatunków ryb i licznie występujących bezkręgowców, które stanowią składnik ich diety, oraz z powodu podobieństw z pierwotnym jeziorem (podobne właściwości chemiczne i termiczne). Atutem była też obecność strumieni, niezbędnych do rozmnażania się tego gatunku.
Zbiornik Strathgordon, stanowiący drugie miejsce introdukcji, został w roku 1997 zmodyfikowany przez IFS i Hydro Tasmania w celu stworzenia odpowiednich warunków dla osobników z gatunku G. pedderensis. W tym celu zbiornik został osuszony, aby upewnić się, że nie jest zamieszkany przez inne gatunki ryb. Poza tym wypływ ze zbiornika został zabezpieczony przed możliwością migracji innych gatunków. Stworzono także sztuczny strumień, aby ryby mogły przechodzić w nim tarło.

### Pożywienie
Głównym składnikiem diety G. pedderensis są drobne bezkręgowce – stawonogi i larwy wodnych owadów. Analiza treści żołądka przeprowadzona na podstawie 20 ryb z tego gatunku wykazała, że żywi się ona zarówno lądowymi, jak i wodnymi owadami oraz skorupiakami. Wśród owadów lądowych wchodzących w skład diety ryby występowały: chrząszcze, muchy, komary, cykady, prostoskrzydłe, mrówki i osy. Natomiast wśród owadów wodnych występowały: larwy jętek, larwy much i dorosłe chrząszcze. Spośród skorupiaków w diecie stwierdzono przedstawicieli gatunku Astacopsis franklinii z rodziny Parastacidae oraz krewetki, kraby, homary i widłonogi.

## Cykl życiowy
Ryby z gatunku G. pedderensis dojrzałość płciową osiągają w wieku około 2 lat, przy czym potomstwo wydawane jest na świat przeważnie w wieku od 3 do 4 lat. Ryba żyje 6 lat. Po pierwszym roku życia osiąga długość od 5 do 6 cm. Płeć u dorosłych osobników rozróżnia się na podstawie kształtu gonad. U samców są one wąskie, u samic zaś – szerokie i zaokrąglone.
Okres tarła u gatunku G. pedderensis ma miejsce wiosną (od końca września do połowy października), gdy temperatury wód zaczynają rosnąć. W tym czasie temperatura wody waha się w granicach od 6,7 do 7,5 °C. Tarło ma miejsce w strumieniach, gdzie samice składają jaja – pod płaskimi kamieniami lub w zanurzonej roślinności. W trakcie tarła samica składa od 150 do 1200 jaj, o stosunkowo dużych rozmiarach (1,9–2,3 mm). Liczba jaj złożonych przez samicę zależny od jej wielkości. W warunkach laboratoryjnych, gdzie jaja ryb były sztucznie zapładniane, młode osobniki wylęgały się między 22. a 30. dniem od czasu zapłodnienia. Po wykluciu mierzyły 10 mm.

## Zagrożenia, ochrona i reintrodukcja

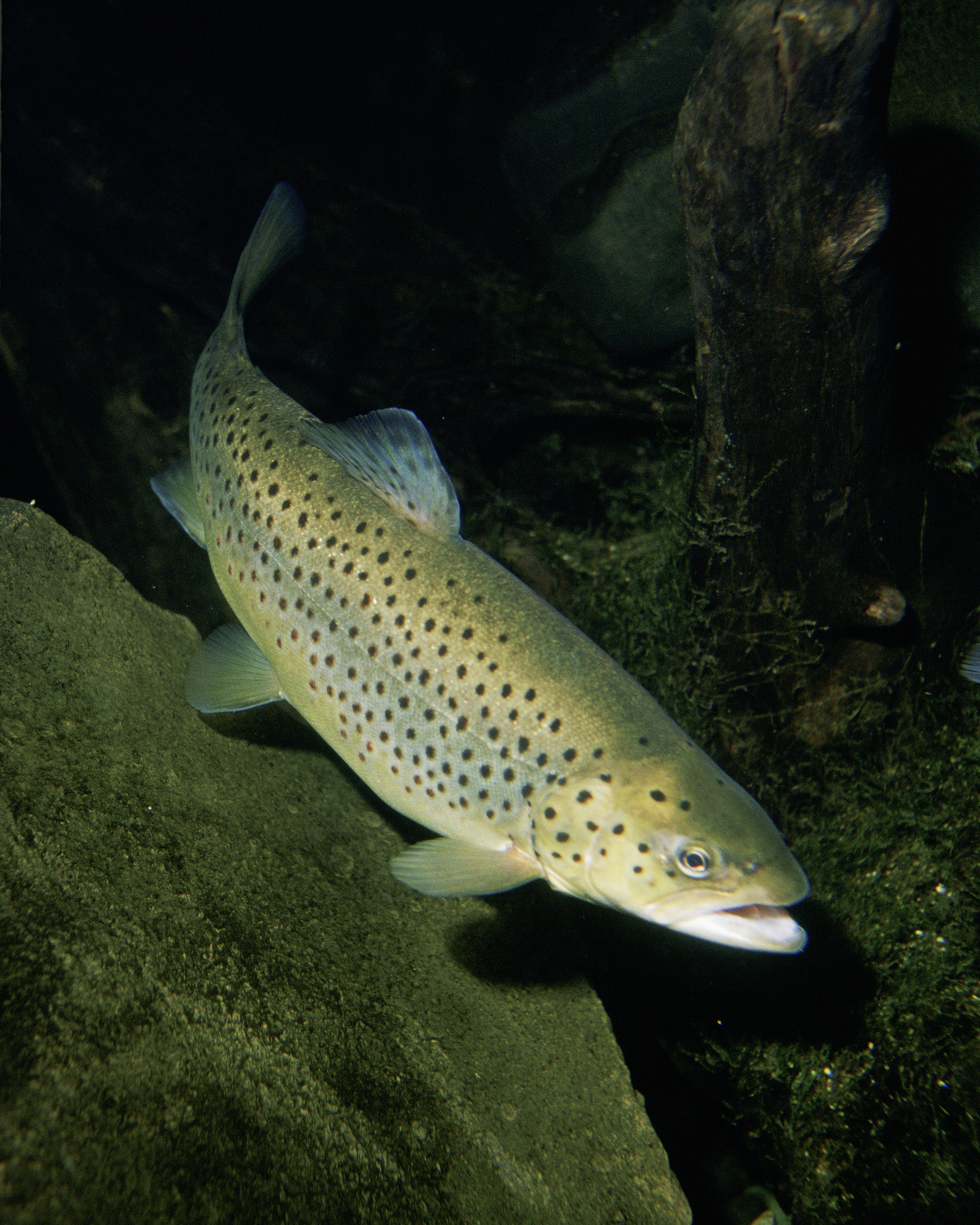
Pstrąg potokowy jest dużym zagrożeniem dla G. pedderensis

W Australii G. pedderensis uważany jest za gatunek najbardziej zagrożony całkowitym wymarciem spośród słodkowodnych gatunków ryb. Głównym zagrożeniem dla niego w XX wieku była utrata naturalnego środowiska, które zostało przekształcone w zbiornik retencyjny, a w konsekwencji gatunek został pozbawiony swojego pierwotnego siedliska (płytkiego jeziora i strumieni). Dużym zagrożeniem dla G. pedderensis są inne gatunki ryb. Na stan populacji G. pedderensis wpłynęła m.in. introdukcja polującego na te ryby pstrąga potokowego, zajmującego przy tym podobne nisze ekologiczne. Kolejny gatunek, który wpłyną negatywnie na liczebność G. pedderensis, to blisko spokrewniona ryba G. brevipinnis. Spowodowała ona wyparcie G. pedderensis, ponieważ jest bardziej płodna, a odżywia się podobnym pokarmem. W ramach działań ochronnych realizowanych w jeziorze Pedder udało się zapobiec przedostaniu do niego drapieżnego okonia pospolitego do akwenu.
Obecna populacja ryb z jeziora Oberon możne być zagrożona z powodu jej małego zróżnicowania genetycznego. Wywodzi się bowiem od 34 ryb sztucznie wprowadzonych do jeziora. Za kolejne zagrożenie dla współczesnej populacji uważa się możliwość długotrwałego braku dostępu do pożywienia, spowodowaną zachwianiem liczebności poszczególnych gatunków w zbiorniku.
Współcześnie reintrodukcja gatunku do jeziora Pedder jest niemożliwa ze względu na występowanie drapieżnych ryb, które wyparły w przeszłości G. pedderensis. Powrót gatunku do pierwotnego akwenu będzie możliwy dopiero wówczas, gdy przywrócony zostanie pierwotny stan jeziora oraz wytępione zostaną gatunki inwazyjne.